# Park Narodowy Kosterhavet
Park Narodowy Kosterhavet (szw. Kosterhavets nationalpark) – morski park narodowy o powierzchni ok. 390 km² utworzony we wrześniu 2009 roku, znajdujący się na północno-wschodnim wybrzeżu cieśniny Skagerrak, w zachodniej Szwecji, przy granicy z Norwegią.
Pod względem administracyjnym obszar parku narodowego wchodzi w skład gmin Strömstad i Tanum, które znajdują się w krainie historycznej (landskap) Bohuslän, w regionie administracyjnym (län) Västra Götaland. Północną granicę parku tworzy granica norwesko-szwedzka; po jej drugiej stronie funkcjonuje siostrzany Park Narodowy Ytre Hvaler (norw. Ytre Hvaler nasjonalpark).
Część Parku Narodowego Kosterhavet wchodzi w skład utworzonego w 2000 roku obszaru Natura 2000 Kosterfjorden-Väderöfjorden (SE0520170) o powierzchni 54 016 ha.

## Charakterystyka

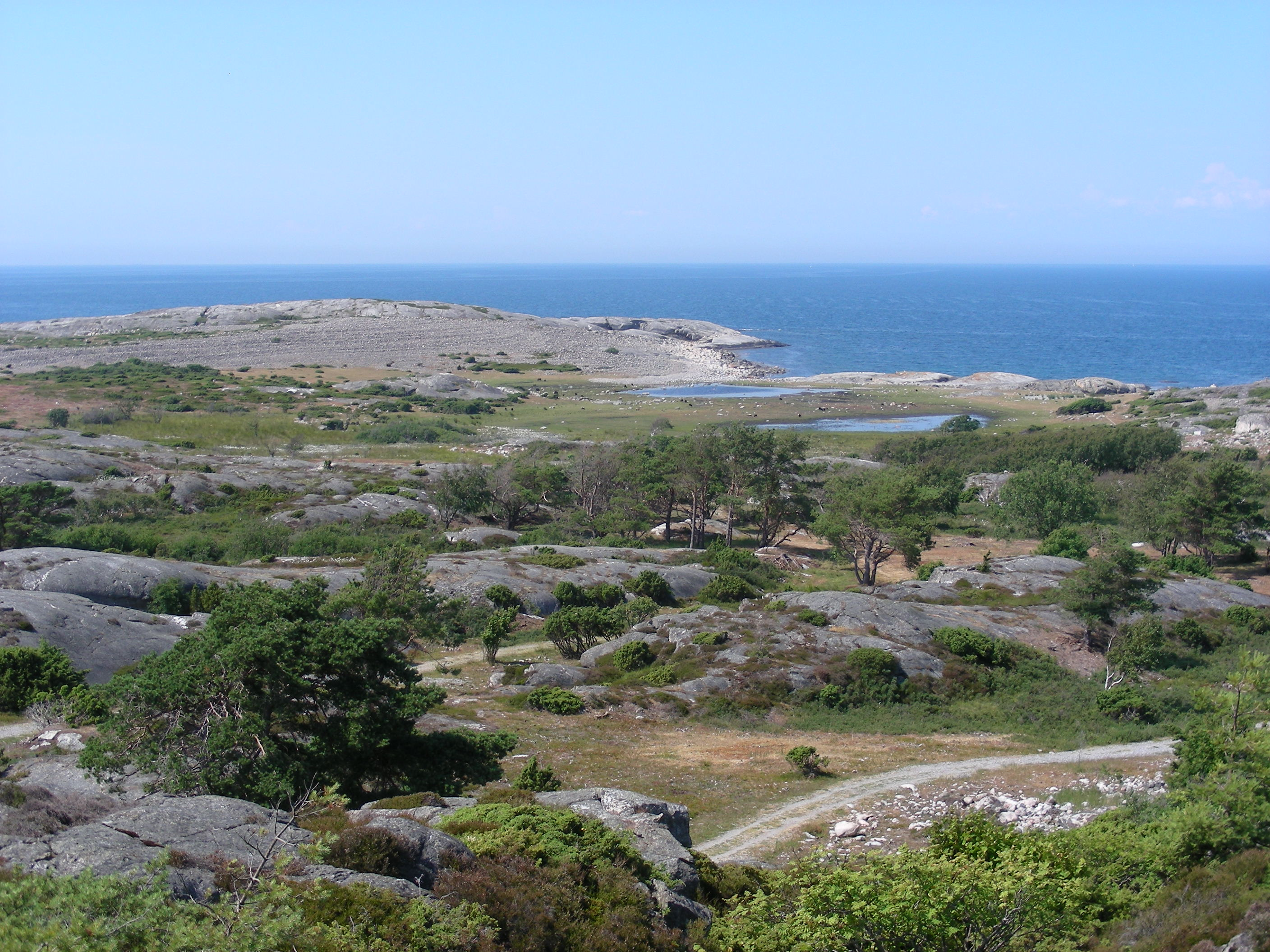
Krajobraz wyspy Nordkoster (2009)

Park Narodowy Kosterhavet utworzony został we wrześniu 2009 roku jako pierwszy morski park narodowy na terenie Szwecji. Jego celem jest ochrona wód cieśniny Skagerrak wokół archipelagu wysp Koster (szw. Kosteröarna) położonego u zachodnich wybrzeży tego kraju oraz żyjących w nich gatunków roślin i zwierząt.
W skład parku wchodzą głównie obszary morskie; obszary lądowe (w tym m.in. wybrzeża wysp Koster i Rossö oraz mniejszych wysepek i szkierów) stanowią tylko niewielki procent jego powierzchni. Głębokość morza na terenie parku sięga 247 metrów.
Spośród siedlisk przyrodniczych wymagających ochrony w ramach programu Natura 2000 na terenie parku narodowego największy obszar zajmują rafy (1170), piaszczyste ławice podmorskie trwale przykryte wodą o niewielkiej głębokości (1110), duże, płytkie zatoki (1160) oraz suche wrzosowiska (4030). Siedlisko o znaczeniu priorytetowym – nizinne, bogate florystycznie, murawy, suche do umiarkowanie wilgotnych (6270*) – zajmuje obszar 3,7 ha.
Na terenie parku narodowego ma miejsce tradycyjny wypas owiec, bydła i koni, odbywają się zrównoważone połowy, głównie krewetek i homarów oraz krabów i makreli, a na niewielką skalę prowadzona jest również hodowla ostryg i małży. W miejscowości Ekenäs na wyspie Sydkoster znajduje się centrum informacyjne Naturum z wystawą zdjęć i eksponatów związanych z parkiem narodowym, oferujące wykłady, pokazy filmów edukacyjnych oraz wycieczki po archipelagu z przewodnikiem.

## Geologia

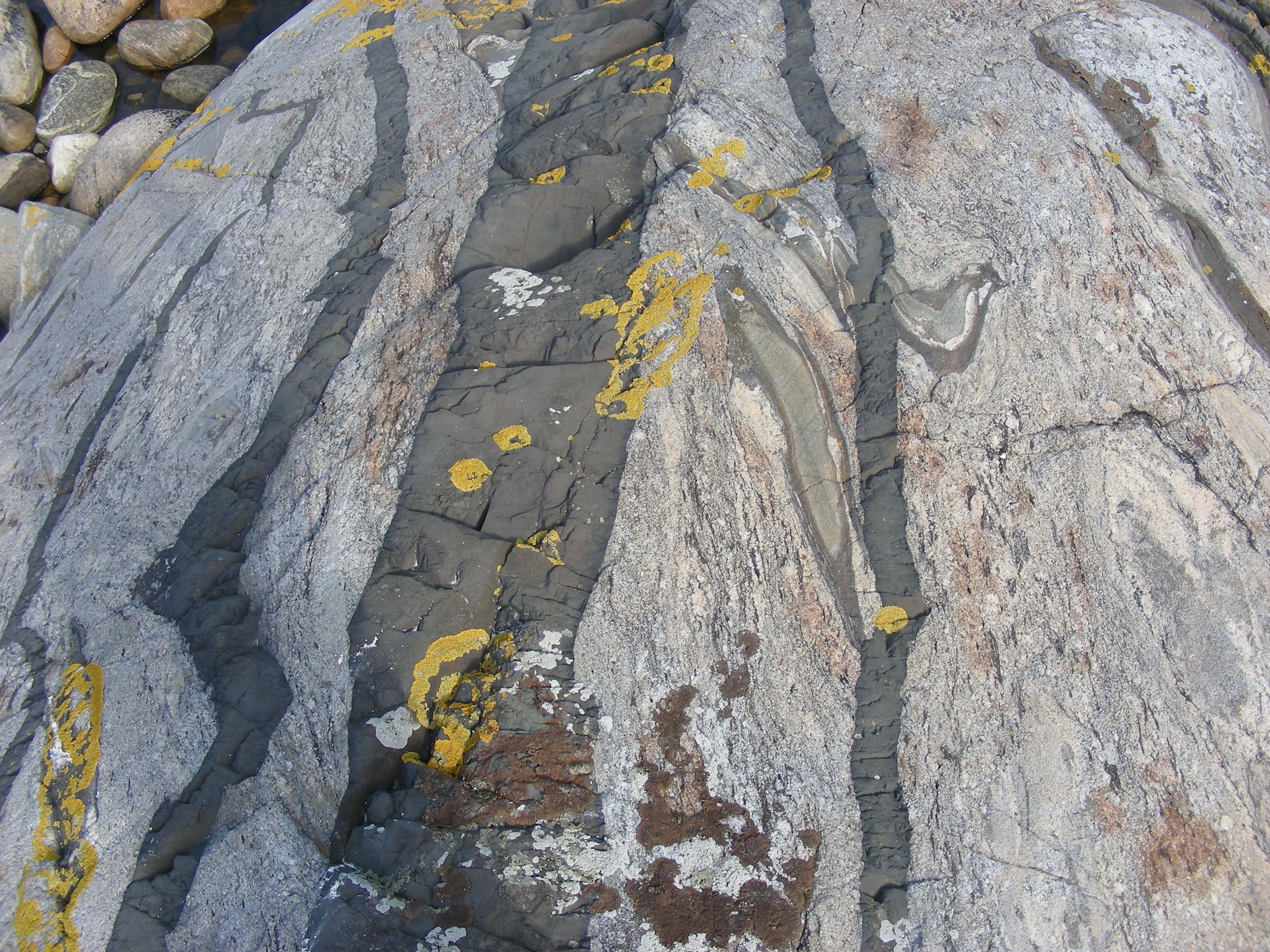
Dajki dolerytowe na wyspie Ursholmen (2008)

Podłoże Parku Narodowego Kosterhavet jest bardzo zróżnicowane. Znajdujące się na zachód od cieśniny Kosterfjorden wyspy Koster oraz mniejsze wysepki zbudowane są z szarego, błyszczącego gnejsu powstałego ok. 1,6 miliarda lat temu oraz nieco młodszego czerwonoszarego gnejsu z elementami granitu. Około 1,4 miliarda lat liczą charakterystyczne dajki dolerytowe o czarnym zabarwieniu, które powstały jako intruzje magmy do pęknięć w skorupie ziemskiej. Na terenie archipelagu naliczono ich niemal 700. Na wschód od Kosterfjorden powszechnie występuje granit Bohus (szw. bohusgranit), znacznie młodszy od skał tworzących podłoże wysp Koster, który wykształcił się ok. 920 milionów lat temu. Występują w nim skierowane na osi północ-południe żyły dolerytu i porfiru rombowego będące skutkiem aktywności wulkanicznej na tym terenie sprzed ok. 270 milionów lat.
Ważną formacją geomorfologiczną dna morskiego na obszarze parku jest rów Koster (szw. Kosterrännan) o szerokości ok. 1 km, powstały w wyniku procesów geologicznych mających miejsce ok. 920 oraz 250–290 milionów lat temu. Ściany rowu tworzą urwiska skalne, natomiast jego dno pokryte jest grubą, licząca ok. 200 m, warstwą osadów dennych, głównie gliniastych. Do częściowej erozji rowu doprowadziło zlodowacenie bałtyckie, dzięki któremu nabrał on współczesnego wyglądu. Licznie na obszarze parku narodowego występuje też materiał morenowy w postaci piasków, żwirów, zaokrąglonych kamieni i głazów narzutowych, naniesiony podczas ostatniego zlodowacenia, ok. 14 tys. lat temu.

## Flora i fauna

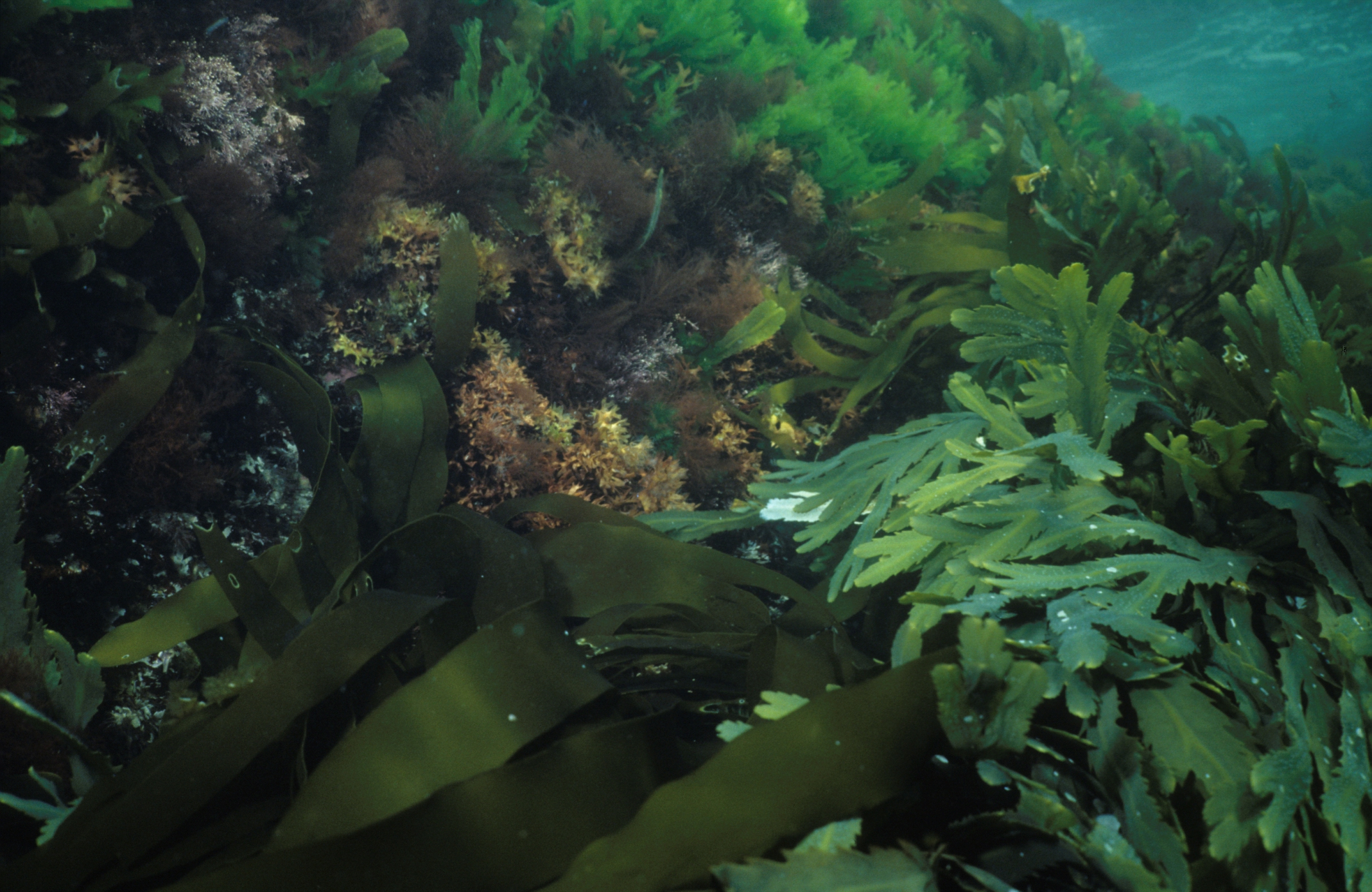
Las wodorostów u wybrzeży parku narodowego (1992)

Na terenie Parku Narodowego Kosterhavet (w wodzie i na lądzie) żyje ponad 12 tys. gatunków roślin i zwierząt, z czego około połowa zamieszkuje środowiska lądowe, a druga połowa obszary morskie.

### Flora
W parku narodowym występuje ponad 600 gatunków roślin naczyniowych, w tym wiele zagrożonych wyginięciem, które ze względu na łagodny klimat tego obszaru i bogate w wapń podłoże licznie porastają wybrzeża wysp i szkierów. Należą do nich m.in. Mertensia maritima, mikołajek nadmorski (Eryngium maritimum), siwiec żółty (Glaucium flavum). Oprócz tego występuje tu rzadka na terenie Szwecji lipa szerokolistna (Tilia platyphyllos), a także pochodzący z Ameryki Północnej i wschodniej Eurazji przedstawiciel rodziny jaskrowatych, Halerpestes cymbalaria, rosnący na bagnach nad zatoką Valnäsbukten na wyspie Nordkoster. W wodach strefy przybrzeżnej rosną krasnorosty i brunatnice tworzące najlepiej rozwinięte w Szwecji lasy wodorostów.

### Fauna

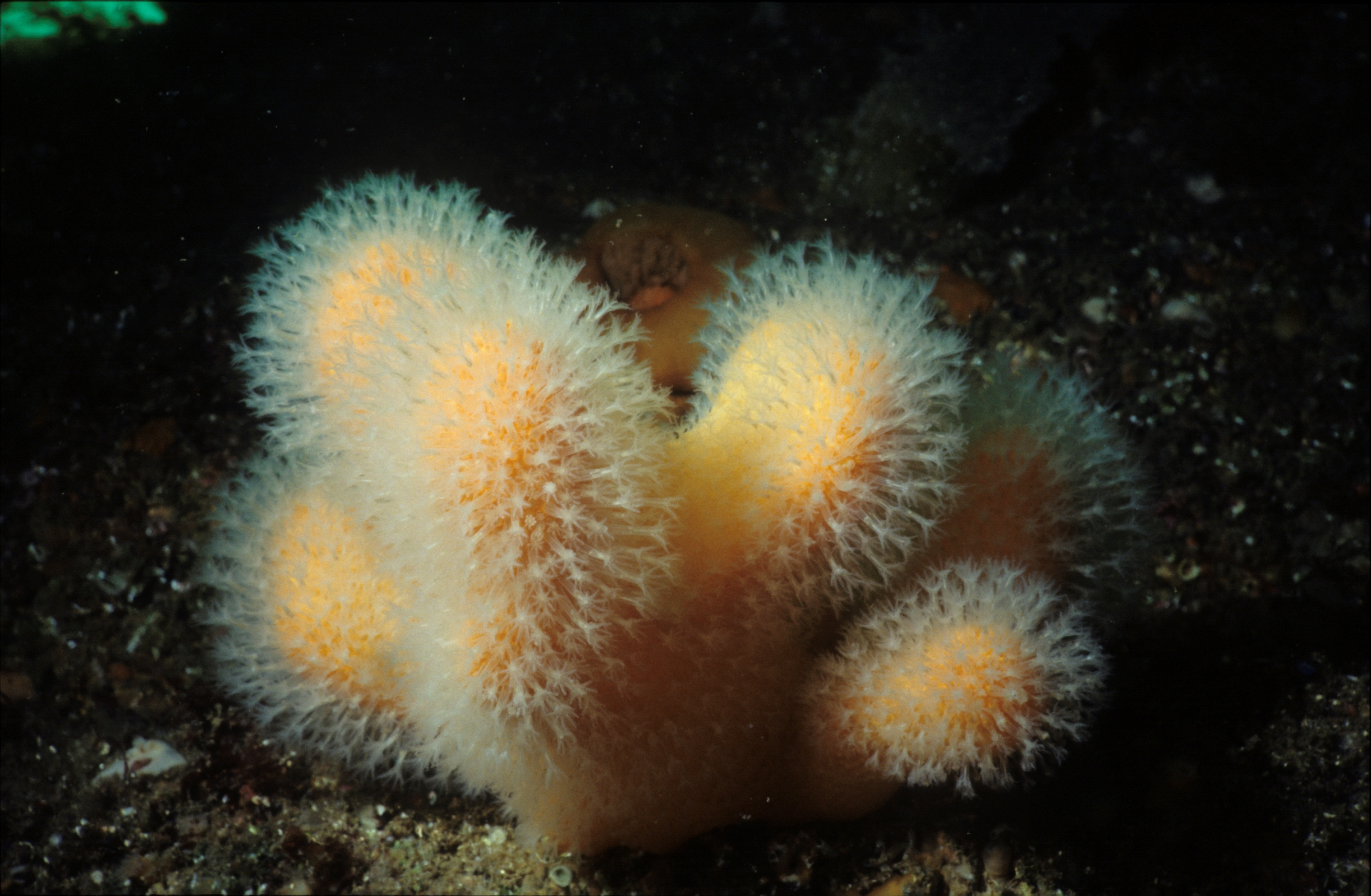
Alcyonium digitatum w wodach parku narodowego (1992)

Morze wokół wysp Koster ze względu na swoje zasolenie oraz ukształtowanie dna charakteryzuje się wysoką bioróżnorodnością. Występują tu m.in. rzadkie głębokowodne koralowce tworzące zimnowodne rafy koralowe. Zaliczają się do nich gatunki, takie jak występująca na głębokości 85 m Lophelia pertusa, której kolonia mierzy ok. 5000 m², z czego ok. 300 m² to osobniki wciąż żywe, Kophobelemnon stelliferum, której częściowo zakopane w osadach dennych osobniki osiągają wysokość 75 cm oraz Alcyonium digitatum.
Oprócz koralowców wody cieśniny Skagerrak zamieszkują też gąbki (np. Geodia barretti o średnicy dochodzącej do pół metra i masie do 24 kg), ramienionogi (np. Macandrevia cranium), małże z rodziny gniazdówkowatych (np. Acesta excavata o długości nawet 20 cm) oraz pierścienice (np. szczetnica Bonellia viridis). W wodach na terenie parku narodowego pośród koralowców, trawy morskiej i wodorostów pożywienie znajdują liczne gatunki ryb, m.in. dorsze (Gadus morhua) i węgorze (Anguilla anguilla). Oprócz tego występują tu ptaki lęgowe, takie jak edredon (Somateria mollissima), nurnik (Cepphus grylle), wydrzyk wielki (Stercorarius skua), krzyżówka (Anas platyrhynchos) i cyraneczka (A. crecca), gęś gęgawa (Anser anser) oraz gągoł (Bucephala clangula), okazjonalnie zalatuje tu również rybitwa popielata (Sterna paradisaea).
Gatunkami chronionymi na mocy unijnej dyrektywy siedliskowej są foka pospolita (Phoca vitulina), której populacja zamieszkująca Park Narodowy Kosterhavet jest jedną z największych w regionie Morza Północnego, oraz morświn zwyczajny (Phocoena phocoena).

## Galeria

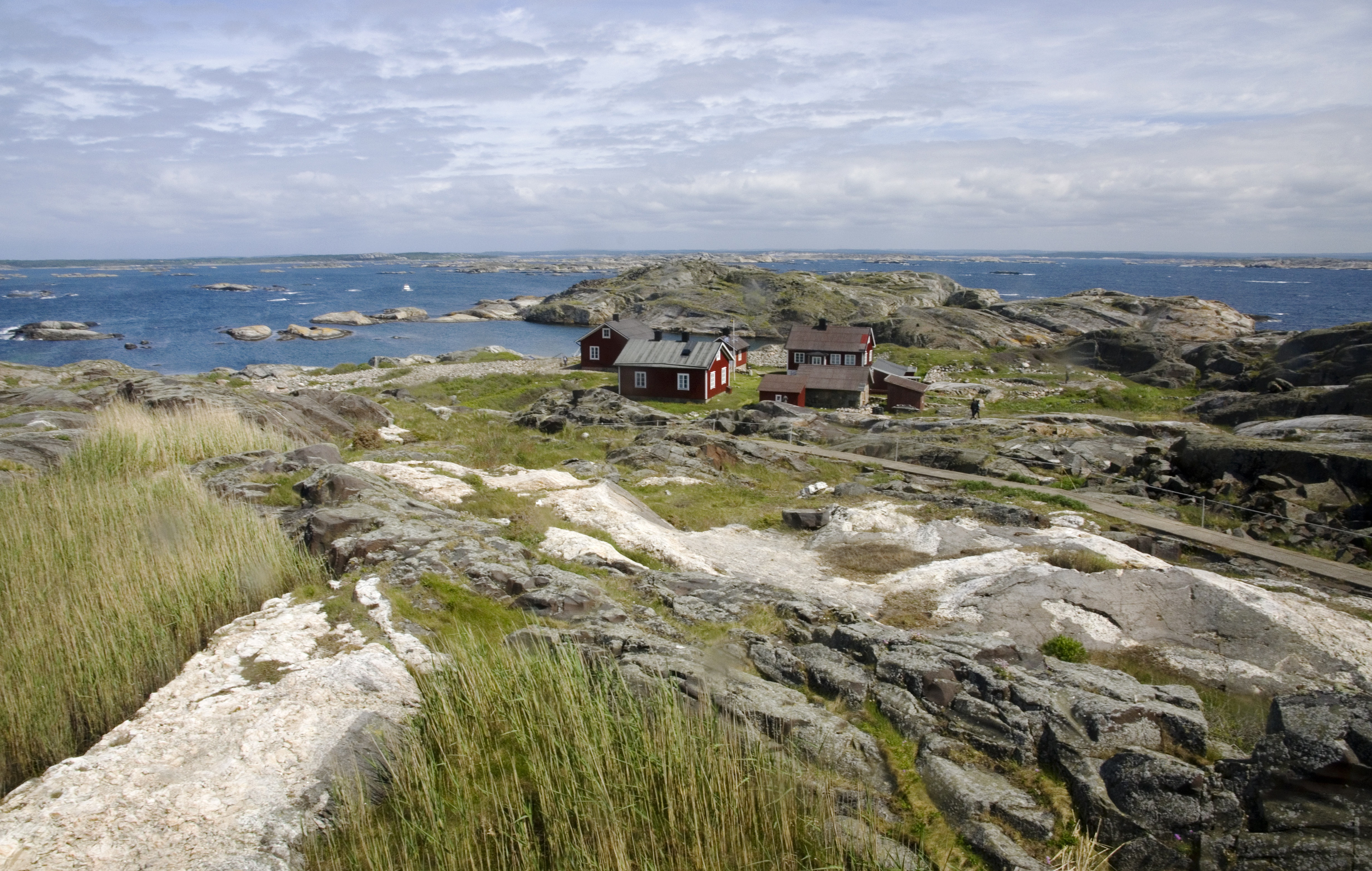
Krajobraz wyspy Ursholmen (2013)
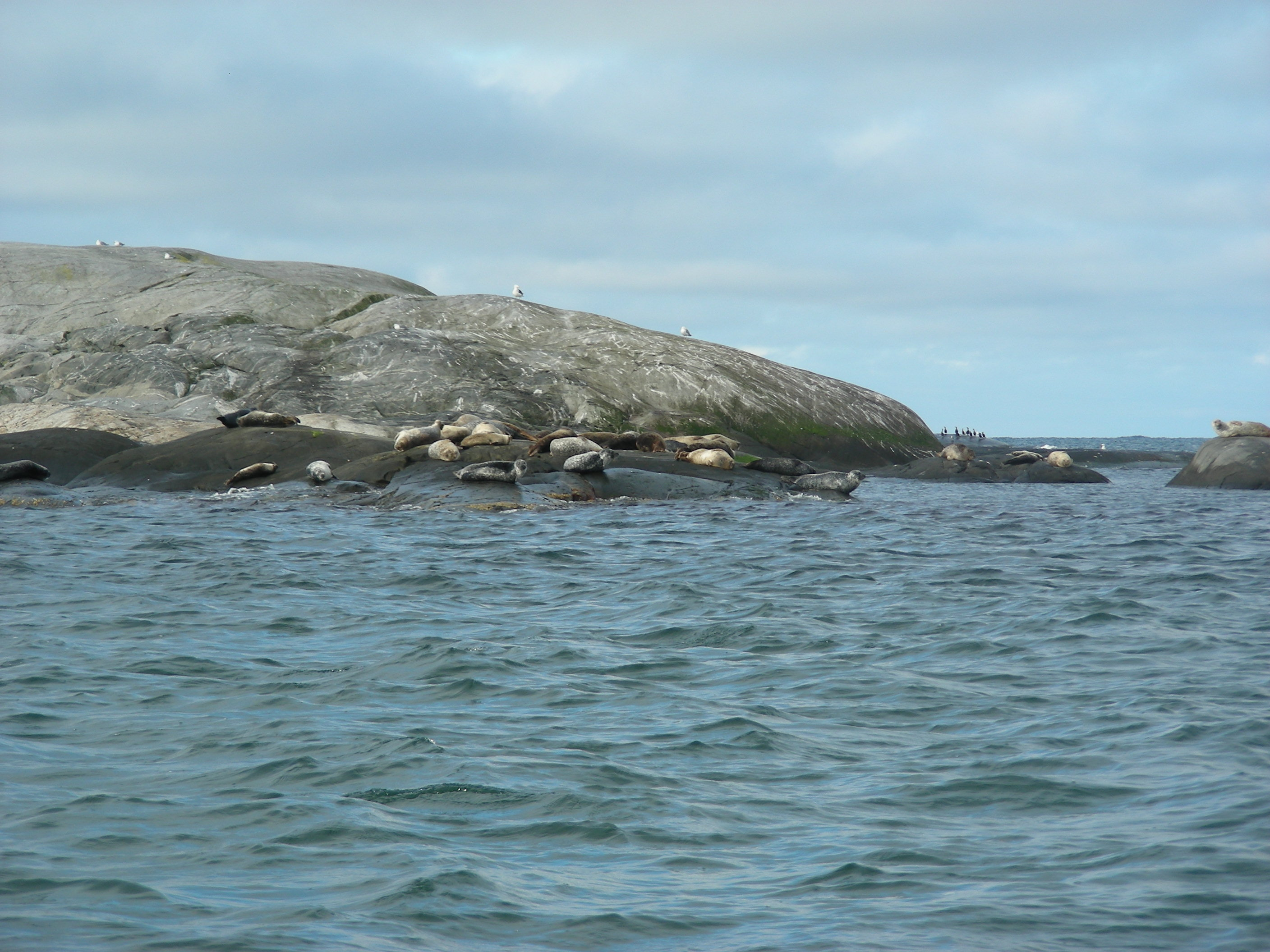
Foki wypoczywające na wyspie Våskär (2008)
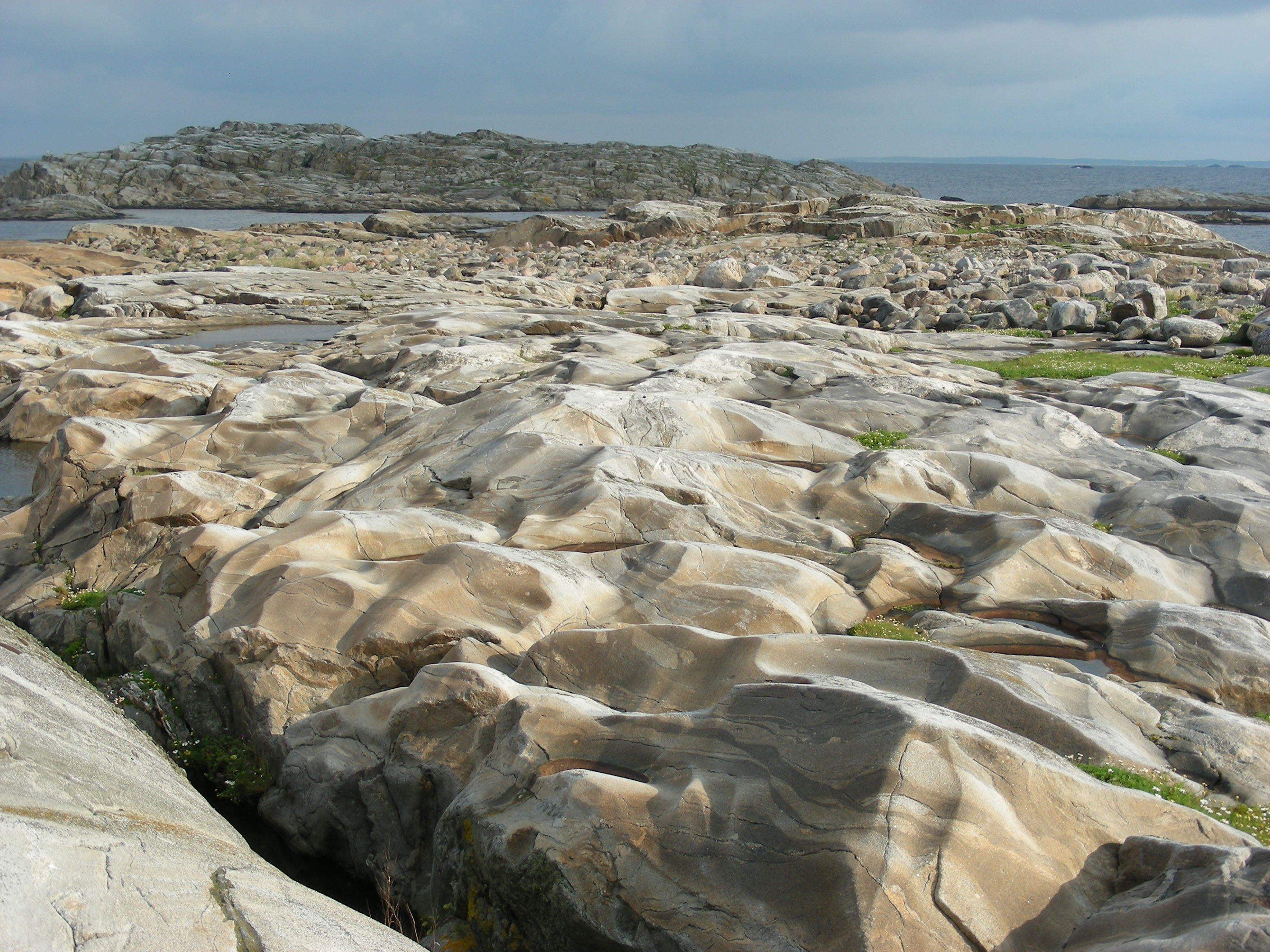
Skały na wyspie Mörholmen (2008)
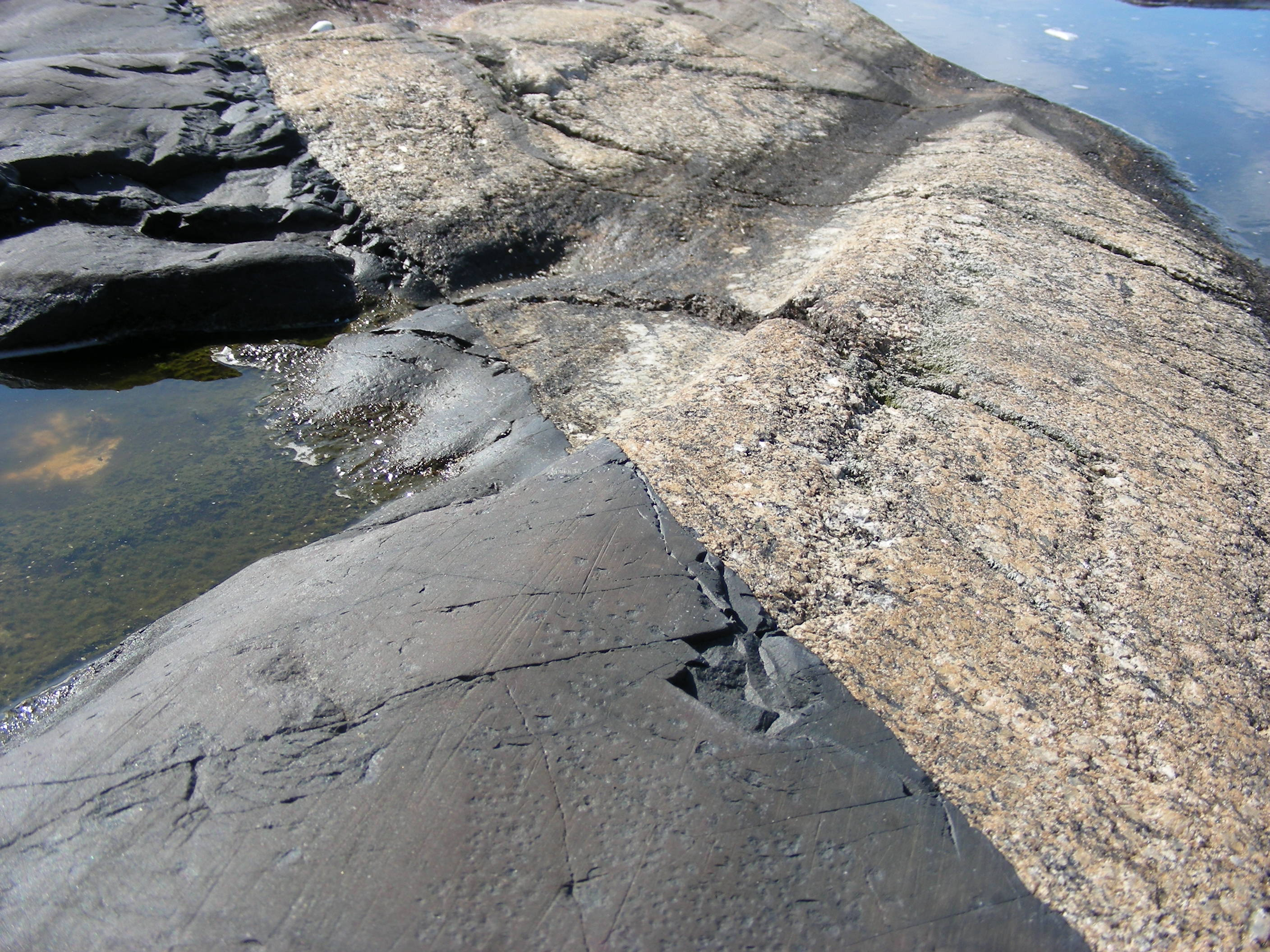
Ciemna dajka dolerytowa i jaśniejszy gnejs na wyspie Ursholmen (2008)
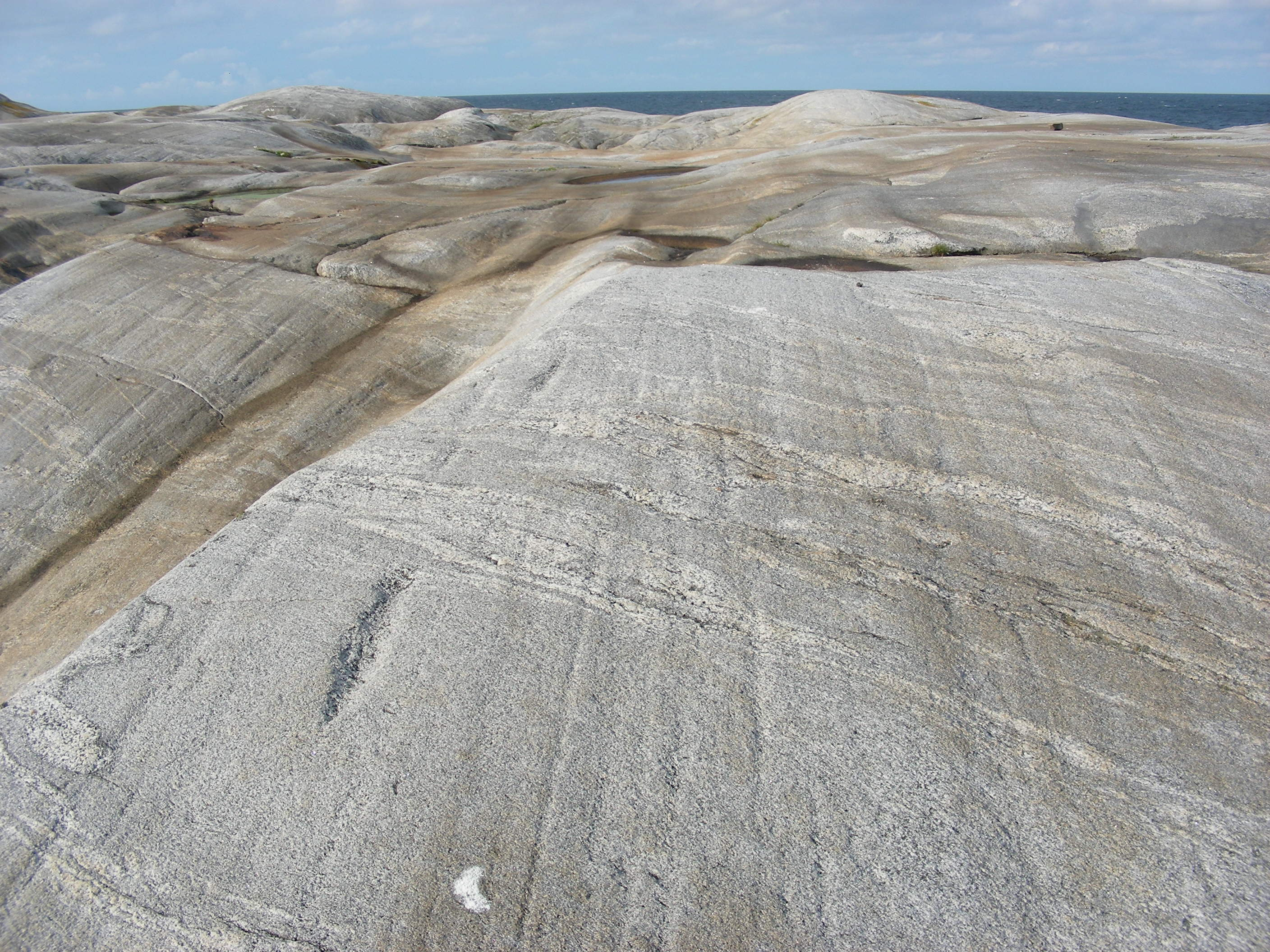
Rysy lodowcowe na skałach na wyspie Mörholmen (2008)